# Mesolamia aerata
Mesolamia aerata là một loài bọ cánh cứng trong họ Cerambycidae.